# Roger Zelazny
Roger Joseph Zelazny (ur. 13 maja 1937 w Euclid w Ohio, zm. 14 czerwca 1995 w Santa Fe w Nowym Meksyku) – amerykański pisarz science fiction i fantasy. Używał również pseudonimu Harrison Denmark.

## Życiorys
Urodził się w Euclid w Ohio jako jedyne dziecko Josephine Sweet oraz Josepha Franka Zelazny’ego (Żelaznego). Jego ojciec był emigrantem z Polski, z Rypina, a matka Amerykanką irlandzkiego pochodzenia.
W liceum Roger redagował szkolną gazetkę, dołączył również do klubu Creative Writing Club. Jesienią 1955 roku zaczął uczęszczać do Case Western Reserve University i ukończył go w 1959 roku. Dostał się na Uniwersytet Columbia w Nowym Jorku, który ukończył w 1962 roku.
W fanzinie „Thurban 1” (#3, 1953 r.) pojawiła się pierwsza część jego opowiadania Conditional Benefit. Jego pierwsze opublikowane opowiadanie to Mr. Fuller’s Revolt („Literary Calvalcade”, 1954 r.). Jako profesjonalny pisarz zadebiutował opowiadaniami Jego wielki wyścig (Passion Play – „Amazing Stories”, sierpień 1962 r.) oraz Jeźdźcy (Horseman! – „Fantastic”, sierpień 1962).
Roger Zelazny w wieku 38 lat przeniósł się do Santa Fe. Zmarł w 1995 roku z powodu niewydolności nerek spowodowanej rakiem jelita grubego. Inne źródła błędnie podają jako przyczynę śmierci raka płuc.
Gatunek skorupiaków z gromady małżoraczków został nazwany przez doktora Koena Martensa na cześć Rogera Zelaznego; jego łacińska nazwa to Sclerocypris zelaznyi.
Roger Zelazny został wyróżniony nagrodą Nebula trzykrotnie, a nagrodą Hugo sześciokrotnie.

## Twórczość
Roger Zelazny jest jednym z twórców Nowej Fali science fiction. Jego pierwsze opowiadanie zostało wydane w 1962, dorobek pisarski to 150 opowiadań i 50 książek.
W swoim pisaniu często zapożyczał z różnych mitologii:
- Grecka mitologia w Ja, nieśmiertelny (This Immortal)
- Amerykańska mitologia w Oko kota (Eye of Cat)
- Indyjska mitologia w Pan Światła (Lord of Light)
- Egipska mitologia i częściowo grecka w Stwory światła i ciemności(inne języki) (Creatures of Light and Darkness)
- Japońska mitologia w noweli 24 widoki góry Fudżi Hokusaia(inne języki) (24 Views of Mt. Fuji, by Hokusai)
- Mitologia nordycka w Maska Lokiego (The Mask of Loki, razem z Thomasem T. Thomasem)
- a także (częściowo humorystycznie) mitologii Cthulhu H.P. Lovecrafta w Ciemna noc październikowa(inne języki) (A Night in the Lonesome October).

### Kroniki Amberu
Pierwsze pięć tomów opisuje przygody Corwina, księcia Amberu (nazywane również Kronikami Corwina).
- 1970 Dziewięciu książąt Amberu (Nine Princes in Amber), w 1988 w Polsce
- 1972 Karabiny Avalonu (The Guns of Avalon), w 1988 w Polsce
- 1975 Znak Jednorożca (Sign of the Unicorn), w 1993 w Polsce
- 1976 Ręka Oberona (The Hand of Oberon), w 1993 w Polsce
- 1978 Dworce Chaosu (The Courts of Chaos), w 1993 w Polsce

Kolejne pięć tomów to historia syna Corwina, Merlina, czarodzieja i eksperta komputerowego (nazywane również Kronikami Merlina).
- 1985 Atuty zguby (Trumps of Doom), w 1993 w Polsce
- 1986 Krew Amberu (Blood of Amber), w 1994 w Polsce
- 1987 Znak Chaosu (Sign of Chaos), w 1994 w Polsce
- 1989 Rycerz cieni (Knight of Shadows), w 1995 w Polsce
- 1991 Książę Chaosu (Prince of Chaos), w 1995 w Polsce

### Krótkie opowiadania związane z serią Amber
- 1985 – Prolog to Trumps of Doom – akcja ma miejsce przed rozpoczęciem Kronik Merlina; prolog ten został dołączony do limitowanego amerykańskiego wydania tomu Atuty zguby.
- 1994 – Opowieść komiwojażera (The Salesman's Tale) – narratorem jest Luke – przyjaciel Merlina
- 1995 – Niebieski koń, tańczące góry (Blue Horse, Dancing Mountains) – narratorem jest Corwin
- 1994 – Całunnik i Guisel (The Shroudling and the Guisel) – narratorem jest Merlin
- 1995 – Wracając do powrozu (Coming to a Cord) – narratorem jest Frakir - specjalny powróz przeznaczony do unieszkodliwiania przeciwników, mający własną osobowość.
- 1996 – Korytarz luster / Galeria luster (Hall of Mirrors) – narratorem jest Corwin.
- 2005 – Sekret Amberu (A Secret of Amber) – (napisane wspólnie z Edem Greenwoodem, opublikowane w Amberzine #12-15, w marcu 2005 roku).

W 1997 roku opowiadanie Hall of Mirrors ukazało się w czasopiśmie „Fenix” (nr.8/1997) w tłumaczeniu Michała Wroczyńskiego. Natomiast 25 maja 2017 roku w miesięczniku „Nowa Fantastyka” (nr 06/2017) ukazały się wszystkie opowiadania (poza prologiem) w tłumaczeniu Piotra W. Cholewy.

### Inne
- 1962 Jego wielki wyścig (Passion Play)
- 1962 Jeźdźcy (Horseman!)
- 1963 Stalowa pijawka (The Stainless Steel Leech, jako Harrison Denmark)
- 1963 Przerażająco piękna rzecz (A Thing of Terrible Beauty, jako Harrison Denmark)
- 1963 Monologue for Two – jako Harrison Denmark
- 1963 Mine is the Kingdom – jako Harrison Denmark
- 1963 Róża dla Eklezjastesa (A Rose for Ecclesiastes), w 1998 w Polsce
- 1963 Wielcy, powolni królowie (The Great Slow Kings)
- 1963 Eksponat muzealny (A Museum Piece)
- 1964 Cmentarzysko Serca (The Graveyard Heart)
- 1964 Lucyfer (Lucifer)
- 1964 Potwór i dziewica (The Monster and the Maiden)
- 1964 Mania zbieracza (Collector’s Fever)
- 1964 Psychouczestnik(inne języki) (He Who Shapes)
- 1964 Noc o 999 oczach (The Night Has 999 Eyes)
- 1965 Furie (The Furies)
- 1965 Tylko nie Herold (But Not the Herald)
- 1965 Diabelski samochód (Devil Car)
- 1966 Pan Snów (The Dream Master), w 1991 w Polsce
- 1966 Ja, nieśmiertelny (This Immortal), w 1994 w Polsce
- 1966 Klucze do grudnia (The Keys to December)
- 1966 Jedna chwila burzy (This Moment of the Storm)
- 1966 Boskie szaleństwo (Divine Madness)
- 1966 Miłość to liczba urojona (Love is an Imaginary Number)
- 1966 Z każdym moim oddechem (For a Breath I Tarry)
- 1966 Nadchodzi Moc (Comes Now the Power)
- 1967 Auto da fe
- 1967 Aleja Potępienia (Damnation Alley), w 1993 w Polsce
- 1967 Pan Światła (Lord of Light), w 1991 w Polsce
- 1967 Ta śmiertelna góra (This Mortal Mountain)
- 1967 Człowiek, który kochał Faioli (The Man Who Loved Faioli)
- 1967 Galaktyczny most pomocy (A Hand Across the Galaxy)
- 1967 Moc, która przez obwód prąd prowadzi (The Force That Through the Circuit Drives Current)
- 1967 Anioł, czarny anioł (Angel, Dark Angel)
- 1968 Corrida
- 1968 Blask nad Chandrą (Dismal Light)
- 1969 Stwory światła i ciemności(inne języki) (Creatures of Light and Darkness), w 1987 w Polsce
- 1969 Wyspa umarłych (Isle of the Dead), w 1992 w Polsce
- 1970 Moja pani z diod (My Lady of the Diodes)
- 1971 Widmowy Jack (Jack of Shadows), w 1991 w Polsce
- 1971 Bramy jego twarzy, lampy jego ust (The Doors of his Face, The Lamps of his Mouth)
- 1973 Umrzeć w Italbarze (To Die in Italbar), w 1991 w Polsce
- 1973 Dziś wybieramy twarze (Today We Choose Faces), w 1995 w Polsce
- 1974 Maszyna z Ośrodka Wiosennego Serca (The Engine at Heartspring’s Center)
- 1975 Gra (The Game of Blood and Dust)
- 1975 Powrót Kata (Home is the Hangman)
- 1976 Imię moje Legion (My name is Legion), w 1992 w Polsce
- 1976 Most Popiołów (Bridge of Ashes), w 1994 w Polsce
- 1976 Bramy w piasku (Doorways in the Sand), w 1993 w Polsce
- 1977 Nagrody nie będzie (No Award)
- 1977 Czy jest tu jakiś demoniczny kochanek? (Is There a Demon Lover in the House?)
- 1978 Rubin (Stand Pat, Ruby Stone)
- 1979 Droga (Roadmarks), w 1993 w Polsce
- 1979 Ostatni obrońca Camelotu (The Last Defender of Camelot), w 1995 w Polsce
- 1979 Półjack (Halfjack)
- 1980 Odmieniec (Changeling), w 1992 w Polsce
- 1980 Ogień lub lód (Fire and/or Ice)
- 1980 Exeunt Omnes
- 1980 Bardzo dobry rok (A Very Good Year)
- 1980 Interes George’a (The George Business)
- 1981 Walpurgisnacht
- 1981 Szalony różdżkarz (Madwand), w 1992 w Polsce
- 1981 Idź w noc, a gwiazdy niech ci nie towarzyszą (Go Starless in the Night)
- 1981 Kraina Przemian (The Changing Land), w 1992 w Polsce
- 1981 Ostatnia z Dzikich (The Last of the Wild Ones)
- 1981 Recital
- 1981 Nagi Matador (The Naked Matador)
- 1981 I po tom tylko zbiegł, by wam dać świadectwo (And I Only Am Escaped to Tell Thee)
- 1981 Konie Lira (The Horses of Lir)
- 1982 Wariant jednorożca(inne języki) (Unicorn Variation), w 1995 w Polsce
- 1982 Dilvish Przeklęty (Dilvish, the Damned), w 1991 w Polsce
- 1982 Oko kota (Eye of Cat), w 1992 w Polsce
- 1986 A Dark Travelling
- 1987 „Wieczna zmarzlina” (Permafrost), w 1987 w Polsce
- 1989 Mróz i ogień (Frost & Fire), w 2000 w Polsce
- 1992 Here There be Dragons
- 1992 Way Up High
- 1992 Gone to Earth
- 1993 A Night in the Lonesome October

Z Fredem Saberhagenem:
- 1980 Coils
- 1990 Czarny Tron (The Black Throne), w 1996 w Polsce

Z Robertem Sheckleyem:
- 1991 Przynieście mi głowę księcia (Bring Me the Head of Prince Charming), wyd. polskie ZYSK i Sp-ka, Poznań 1995, przekł. Mirosław P. Jabłoński
- 1993 Jeśli z Faustem ci się nie uda (If at Faust You Don’t Succeed), wyd. polskie ZYSK i Sp-ka, Poznań 1995, przekł. Mirosław P. Jabłoński
- 1995 Farsa, z którą należy się liczyć (A Farce to Be Reckoned With), wyd. polskie ZYSK i Sp-ka, Poznań 1996, przekł. Mirosław P. Jabłoński

Z Philipem K. Dickiem:
- 1976 Deus Irae, w 1996 w Polsce

Z Neilem Randallem:
- 1988 Ilustrowany Przewodnik po zamku Amber (Roger Zelazny’s Visual Guide to Castle Amber), w 1996 w Polsce

Z Jane Lindskold:
- 1997 Donnerjack, w 1997 w Polsce
- 1999 Lord Demon, w 2001 w Polsce
  - Również razem byli projektantami gry Chronomaster

Z Alfredem Besterem:
- 1998 Psychoshop

Z Thomasem T. Thomasem:
- 1992 Flare
- 1992 Maska Lokiego (The Mask of Loki), w 1996 w Polsce

## Nagrody

### Nominacje do Hugo
- 1964 Krótkie opowiadanie Róża dla Eklezjastesa (A Rose for Ecclesiastes)
- 1966 Krótkie opowiadanie Bramy jego twarzy, lampy jego ust (The Doors of His Face, the Lamps of His Mouth)
- 1967 Nowela Jedna chwila burzy (This Moment of the Storm)
- 1967 Nowela Z każdym moim oddechem (For a Breath I Tarry)
- 1967 Krótkie opowiadanie Nadchodzi Moc (Comes Now the Power)
- 1968 Powieść Aleja Potępienia (Damnation Alley)
- 1972 Powieść Widmowy Jack (Jack of Shadows)
- 1976 Powieść Bramy w piasku (Doorways in the Sand)

### Nagrodzone Hugo
- 1966 Powieść Ja, nieśmiertelny (This Immortal)
- 1968 Powieść Pan Światła (Lord of Light)
- 1976 Nowela Powrót Kata(inne języki) (Home is the Hangman)
- 1982 Nowela Wariant jednorożca(inne języki) (Unicorn Variations)
- 1986 Nowela 24 widoki góry Fudżi Hokusaia(inne języki) (24 Views of Mount Fuji, by Hokusai)
- 1987 Nowela Wieczna zmarzlina (Permafrost)

### Nominacje do Nebuli
- 1966 Powieść Psychouczestnik (He Who Shapes)
- 1966 Krótkie opowiadanie Diabelski samochód (Devil Car)
- 1967 Krótkie opowiadanie The Moment of the Storm
- 1968 Nowela Ta śmiertelna góra (The Mortal Mountain)
- 1968 Nowela Klucze do grudnia (The Keys to December)
- 1968 Powieść Pan Światła (Lord of Light)
- 1970 Powieść Wyspa umarłych (Isle of the Dead)
- 1975 Krótkie opowiadanie Maszyna z Ośrodka Wiosennego Serca (The Engine at Heartspring’s Center)
- 1976 Powieść Bramy w piasku (Doorways in the Sand)
- 1986 Nowela 24 widoki góry Fudżi Hokusaia (24 Views of Mount Fuji, by Hokusai)
- 1987 Nowela Wieczna zmarzlina (Permafrost)
- 1995 Powieść A Night in the Lonesome October

### Nagrodzone Nebulą
- 1966 Nowela Bramy jego twarzy, lampy jego ust (The Doors of His Face, the Lamps of His Mouth)
- 1966 Powieść Psychouczestnik(inne języki) (He Who Shapes)
- 1976 Powieść Powrót Kata(inne języki) (Home is the Hangman)